# Баран Михайло Лукич
Миха́йло Луки́ч Бара́н (* 20 жовтня 1884, село Скала (Скала-над-Збручем), нині Скала-Подільська, Королівство Галичини та Володимирії — † 3 листопада 1937, Сандармох) — український радянський громадсько-політичний, військовий та освітній діяч. Учасник комуністичного руху в Західній Україні, засновник КПЗУ.

## Біографія
Закінчив Тернопільську гімназію, фізико-математичний факультет Чернівецького університету, однорічні курси Львівської торгової академії.
1903 року вступив до Української соціал-демократичної партії.

### В УСС
Після початку Першої світової війни добровільно у серпні 1914 року вступив до Легіону Українських січових стрільців. Від вересня 1914 року — командир сотні в боях на російському фронті. Наприкінці грудня 1914 року потрапив у полон, опинився в Російській імперії. Після Лютневої революції 1917 року вступив до лав РКП(б).

### Засновник КПЗУ
Один із засновників Комуністичної партії Східної Галичини (КПСГ, від 1923 року — Комуністична партія Західної України). Після переходу Української Галицької армії у лютому 1920 року на бік радянської влади призначається командиром першої бригади Червоної Української Галицької Армії, яка брала участь у боях на польському фронті. У квітні того ж року бригада фактично припинила існування у боях під Махнівкою Вінницької області, Михайло Баран стає до лав 44-ї дивізії.
У липні 1920 року призначили заступником голови Галицького революційного комітету (Галревкому), в серпні обрали членом Політбюро ЦК КПСГ. Автор і редактор декларацій, декретів та інших законодавчих актів Галревкому.
У 1920–1921-х Баран брав участь у підготовці Ризького мирного договору .
Після воєнних дій 1918–1920 Баран перебував на партійній та адміністративній роботі, очолював вищі навчальні заклади Києва та Харкова. Зокрема — комісар Київської школи червоних старшин, завідувач Київською губернською народною освітою (1922–1923), директор Уманського сільськогосподарського технікуму (1923–1924), ректор Київського інституту народного господарства (1925–1927), проректор Комуністичного університету імені Свердлова в Харкові (1927–1928), професор Київського ІНО, працівник ЦК КП(б)У, директор Київського філіалу Інституту літератури АН України (1928–1933).
30 серпня 1933-го заарештований у справі УВО. 14 лютого 1934 засуджений до п'яти років ВТТ. Відбував покарання в Дмитлазі й на Соловках (табірний пункт Кремль). Розстріляний 3 листопада 1937-го органами НКВС СРСР в урочищі Сандармох — поблизу робітничого селища Медвежа Гора (нині місто Медвеж'єгорськ) у Карельській АРСР.
Реабілітований Верховним судом Карело-Фінської РСР (10.07.1956) і судовою колегією ВС УРСР (1958).
На честь Михайла Барана в смт Скала-Подільська встановили меморіальну дошку (1987), а демонтували в липні 2022.